# Niila
Niila Arajuuri (* 7. März 1987), kurz Niila, ist ein finnischer Sänger und Songwriter, dessen Stilrichtung Pop und Folk umfasst.

## Leben

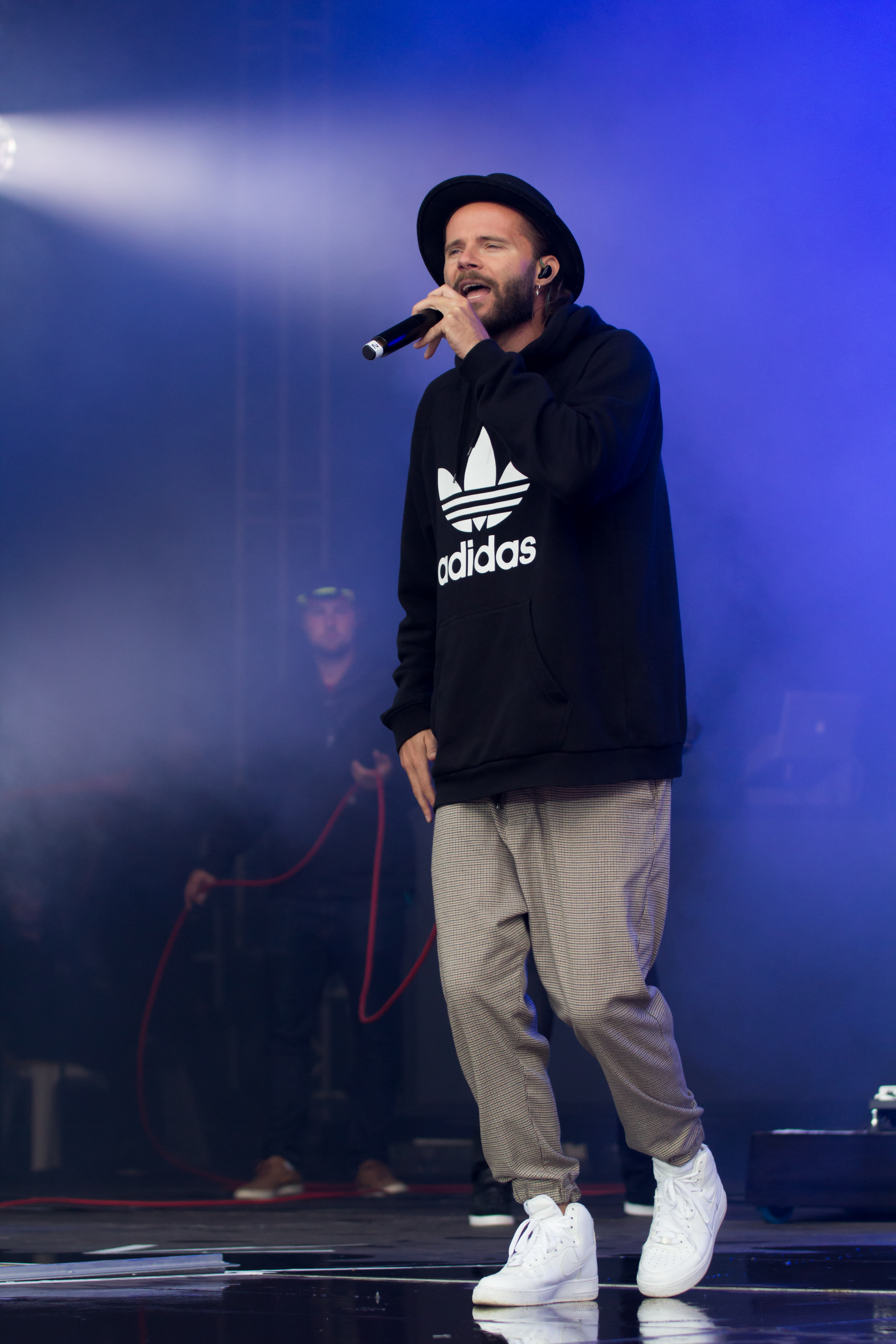
Auf der Kieler Woche 2018

Niila Arajuuri wuchs in einem musikalischen Haushalt auf. Er ist Multiinstrumentalist und kann unter anderem auch Klavier und Akustikgitarre spielen. Mit 18 Jahren fing er an, eigene Songs zu schreiben und trat in kleinen Restaurants und Bars auf. Nach eigenen Angaben war es sein großer Traum, später einmal professionell Fußball zu spielen, doch er entschied sich 2006 dann endgültig für die Musik. 
Frontmann Samu Haber von der finnischen Pop- und Rockband Sunrise Avenue unterstützte ihn bei seinen Songs und half ihm, sich in der Musikszene zu behaupten. Er erkannte Arajuuris Talent, und sie arbeiteten zusammen an neuen Songs.
Ende Juni 2015 ging er als Vorprogramm der Band mit auf die Fairytales Best of Tour und präsentierte seine 4-Track-EP Sorry vor durchschnittlich 25.000 Menschen. Ende Dezember ging er dann allein auf Deutschland-Tour und spielte in ausverkauften Bars und Hallen in ganz Deutschland.
Am 11. März 2016 erschien sein Debütalbum Gratitude bei Polydor (Universal Music), das kurzzeitig in die deutschen, schweizerischen und österreichischen Charts gelangte (Rang 42, 60, 47). Vorab am 26. Februar 2016 erschien daraus die Single Restless Heart, welche die Spitzenposition der finnischen Download-Charts erreichen konnte. Das Musikvideo des Liedes wurde in Afrika gedreht. Im Sommer 2016 erschien auch eine Deluxe-Version des Albums, mit einigen Live-Tracks und einem Lied namens A Hundred Years, das er mit Samu Haber zusammen geschrieben und veröffentlicht hatte.

## Diskografie
- 2015: Sorry, EP, Polydor
- 2016: Restless Heart, Single, Polydor
- 2016: Gratitude, Album, Polydor
- 2019: Limo, Single, Polydor